# Odonteus armiger

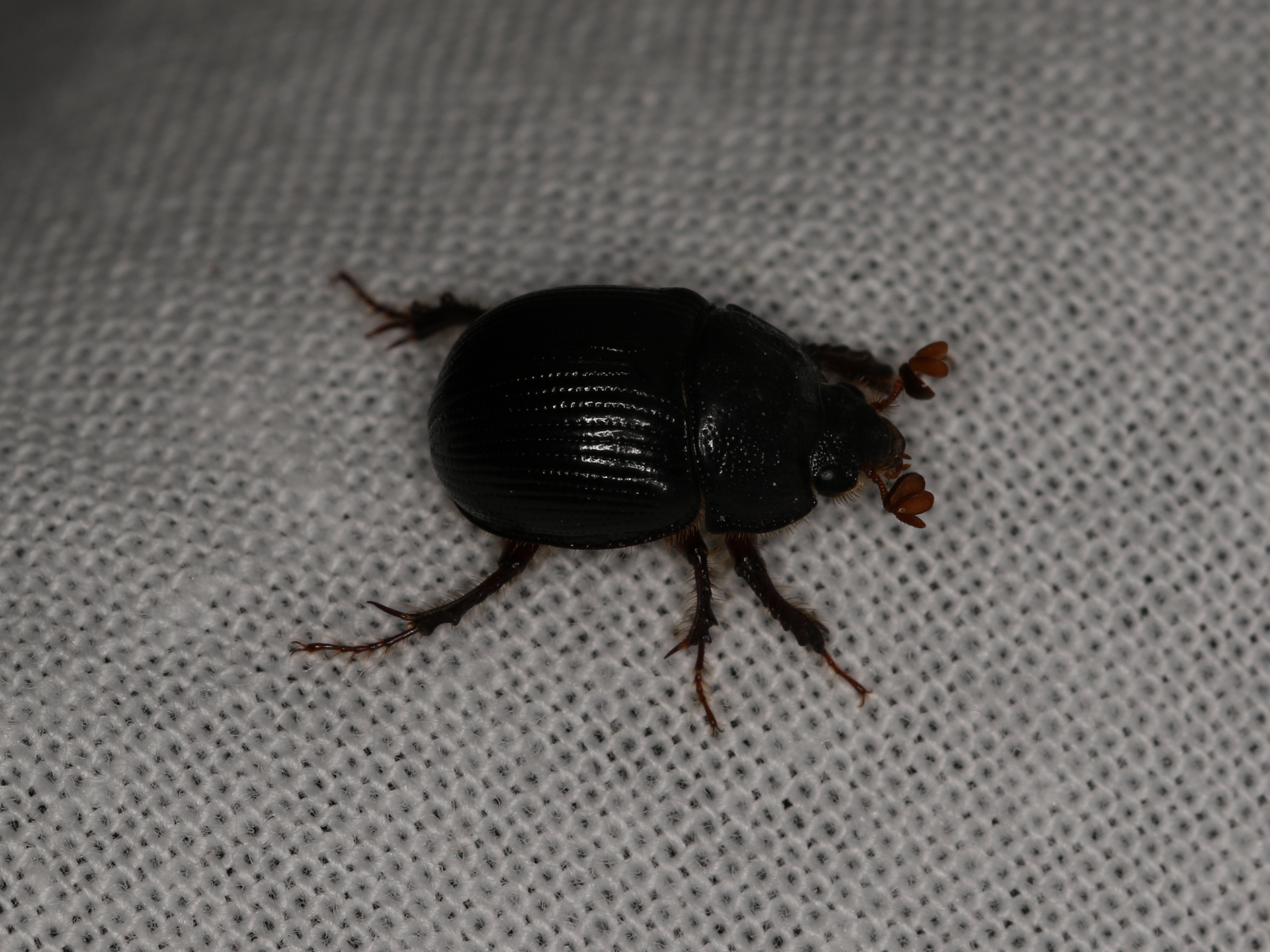
Ein weibliches Exemplar

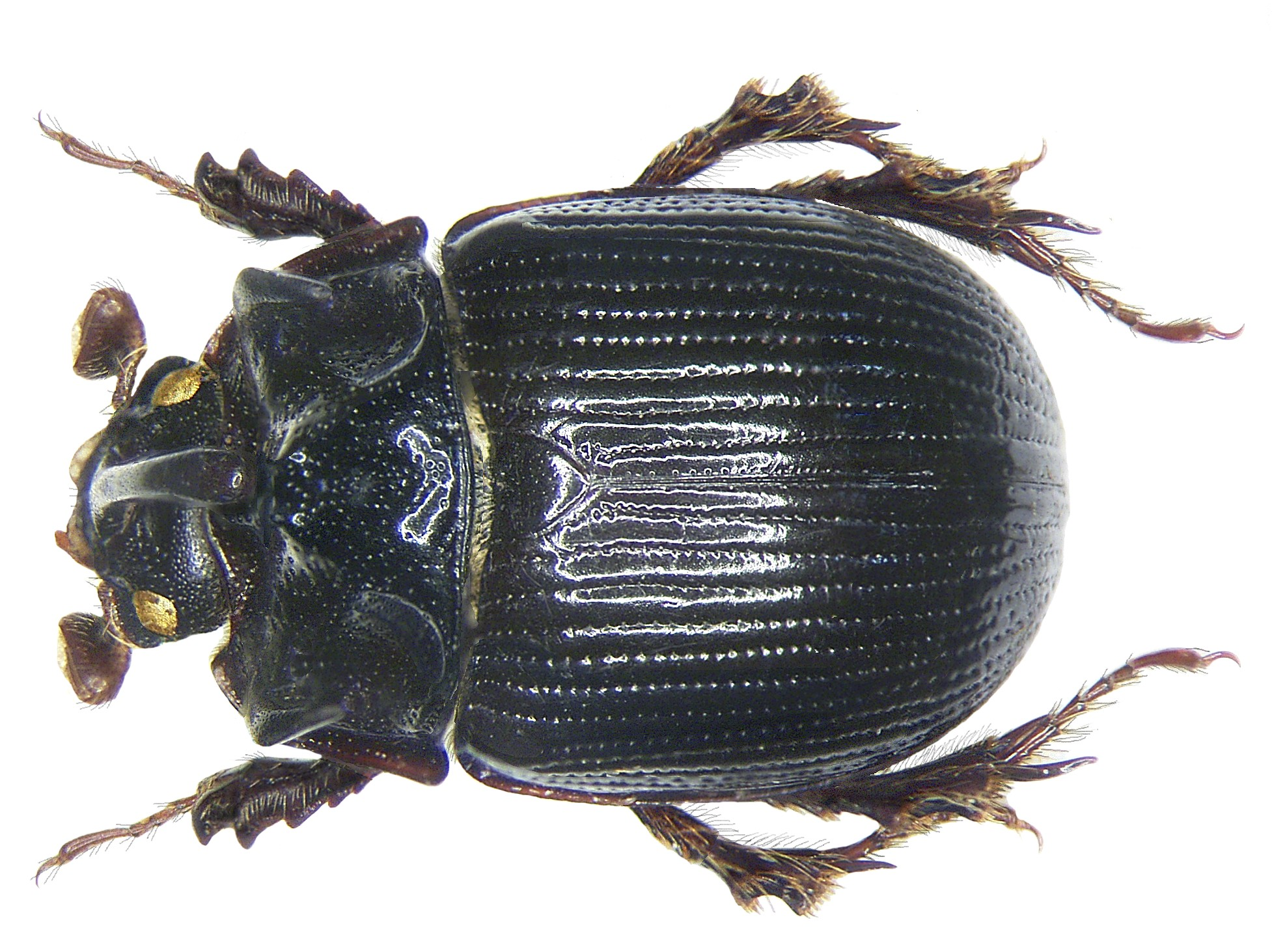
Ein Männchen in dorsaler Ansicht

Odonteus armiger (deutsch auch Beweghorniger Mistkäfer) ist die einzige europäische Art der Gattung Odonteus. Diese gehört zu den Käfern und hier zur Überfamilie Scarabaeoidea. Die Art lebt sehr versteckt und ist deshalb wenig bekannt, trotz ihrer weiten Verbreitung.

## Merkmale
Die Körperlänge beträgt 7–10 mm. Der tiefschwarz glänzende Körper ist kurz, rundlich und stark gewölbt. Männchen besitzen ein schmales, an der Basis bewegliches Horn auf dem Kopf. Die Weibchen tragen an dieser Stelle eine Querleiste mit zwei kleinen Höckern. Andere einheimische Käfer mit einem Kopfhorn sind beispielsweise der Nashornkäfer oder der Mondhornkäfer. Auf dem Halsschild der Männchen befinden sich an den Seiten zudem zwei kleinere Hörner. Die Fühlerkeule besteht aus beweglichen Blättern. Die Flügeldecken (Elytren) weisen tiefe Punktstreifen auf. An der Unterseite der Käfer befindet sich ein hellgelblicher bis braunroter Flaum. Die Art gilt als leicht bestimmbar. Von der Gattung Bolboceras lässt sie sich durch das Horn und die ganz geteilten Augen unterscheiden. Weitere ähnliche Gattungen sind Geotrupes und Typhoeus, denen das Horn, die gerandete Nahtkante der Flügeldecken und der Tomentfleck auf der Vorderseite der Vorderschenkel fehlen. Zudem sind sie meist kleiner.

## Verbreitung und Lebensraum
Die Art ist inselartig, aber weit in Europa verbreitet. Im Norden ist die Art bis in den Süden Schwedens und den Süden von Großbritannien verbreitet. Im Westen kommt die Art bis nach Frankreich und die nordöstlichen Teile Spaniens vor. Im Süden findet sich die Art bis in den Nordosten Spaniens, den Süden Frankreichs, den Norden Italiens und die Balkanhalbinsel und im Osten ist die Art bis nach Russland (im Osten bis zum Ural) und in den Kaukasus verbreitet.
Odonteus armiger kommt vom Flachland bis in niedrige Gebirgslagen vor und bewohnt Laubmischwälder, auch Auen und Tallagen sowie Waldwiesen und kräuterreiche Abhänge, seltener auch Gärten und Kulturland. Man findet die Art nur einzeln oder in wenigen Exemplaren. Größere Massenentwicklungen sind nicht bekannt.

## Lebensweise
Über die Lebensweise ist nur wenig bekannt. Die Imagines fliegen etwa von Mai bis November, vor allem im Juni und Juli, nachmittags und abends, anderen Angaben zufolge bei und nach Sonnenuntergang, niedrig über dem Boden. Larven wurden an Kaninchenkot und Schafskot gefunden. Anderen Angaben zufolge findet die Entwicklung in unterirdischen Pilzen, wie Trüffeln, statt. Sowohl Larven als auch adulte Käfer ernähren sich von Pilzen. Adulte Käfer ernähren sich von verschiedenen Pilzen, bevorzugt aber von sich zersetzenden, unterirdischen Fruchtkörpern. Es wird ebenfalls eine Assoziation mit Mykorrhizapilzen der Gattungen Endagone und Glomus diskutiert. Die Larven ernähren sich von Myzel und zerfallenden Fruchtkörpern, vor allem an den Wurzeln von Bäumen. Der Lebenszyklus der Art ist nur unzureichend erforscht. Adulte Käfer graben bis zu 70 cm tiefe Bauten in die Erde, die manchmal verzweigt sind. Hier wird manchmal Dung eingetragen, aber auch Pilze wurden gefunden. Dies, das häufige Auffinden von Käfern in Säugetierbauten und das Auffinden an Tierkot könnte auf Pilze zurückzuführen sein, die sich auf dem Dung von Säugetieren entwickeln.

## Taxonomie
Die Art wurde 1772 von Giovanni Antonio Scopoli unter dem Namen Scarabaeus armiger erstbeschrieben. Im Laufe der Zeit wurde die Art zunächst in die Familie der Blatthornkäfer eingeordnet und später den Mistkäfern zugeordnet. Mittlerweile wird sie systematisch zu den Bolboceratidae gestellt, einer kleinen Familie der Scarabaeoidea. In der Literatur finden sich zahlreiche Synonyme und Falschschreibungen der Art, beispielsweise Odontaeus armiger (Scopoli 1772), Bolboceras armiger (Scopoli 1772), Scarabaeus bicolor Fabricius 1775, Scarabaeus mobilicornis Fabricius 1775, Scarabaeus testaceus Fabricius 1775, Scarabaeus rufescens Ponza 1805 und Odontaeus fulvus Mulsant & Rey 1871.